# Cranioleuca albicapilla
Cranioleuca albicapilla là một loài chim trong họ Furnariidae.